# Świerczyny (województwo kujawsko-pomorskie)
Świerczyny – wieś w Polsce położona w województwie kujawsko-pomorskim, w powiecie toruńskim, w gminie Łysomice.
W latach 1975–1998 miejscowość położona była w województwie toruńskim. Według Narodowego Spisu Powszechnego (III 2011 r.) liczyła 73 mieszkańców. Jest najmniejszą miejscowością gminy Łysomice.
Urodził się tu Konrad Siudowski (ur. 13 maja 1884, zm. 23 września 1958 w Toruniu) – polski ziemianin, działacz społeczny, polityk, senator w II RP, członek Rady Związku Powiatów Rzeczypospolitej Polskiej w 1933 roku.